# Aveinte
Aveinte è un comune spagnolo di 113 abitanti situato nella comunità autonoma di Castiglia e León.